# Mauithoe
Mauithoe is een geslacht van uitgestorven weekdieren uit de familie van de Volutidae.

## Soorten
- Mauithoe insignis (Marwick, 1926) †
- Mauithoe strongi (Marwick, 1931) †